# Vila lui Flemer (Tighina)
Vila lui Flemer este o clădire amplasată în Tighina, Republica Moldova. Este un monument arhitectural de importanță națională inclus în Registrul monumentelor Republicii Moldova ocrotite de stat cu nr. 32 (municipiul Tighina). Datează din sec. XX.